# École des Beaux-Arts

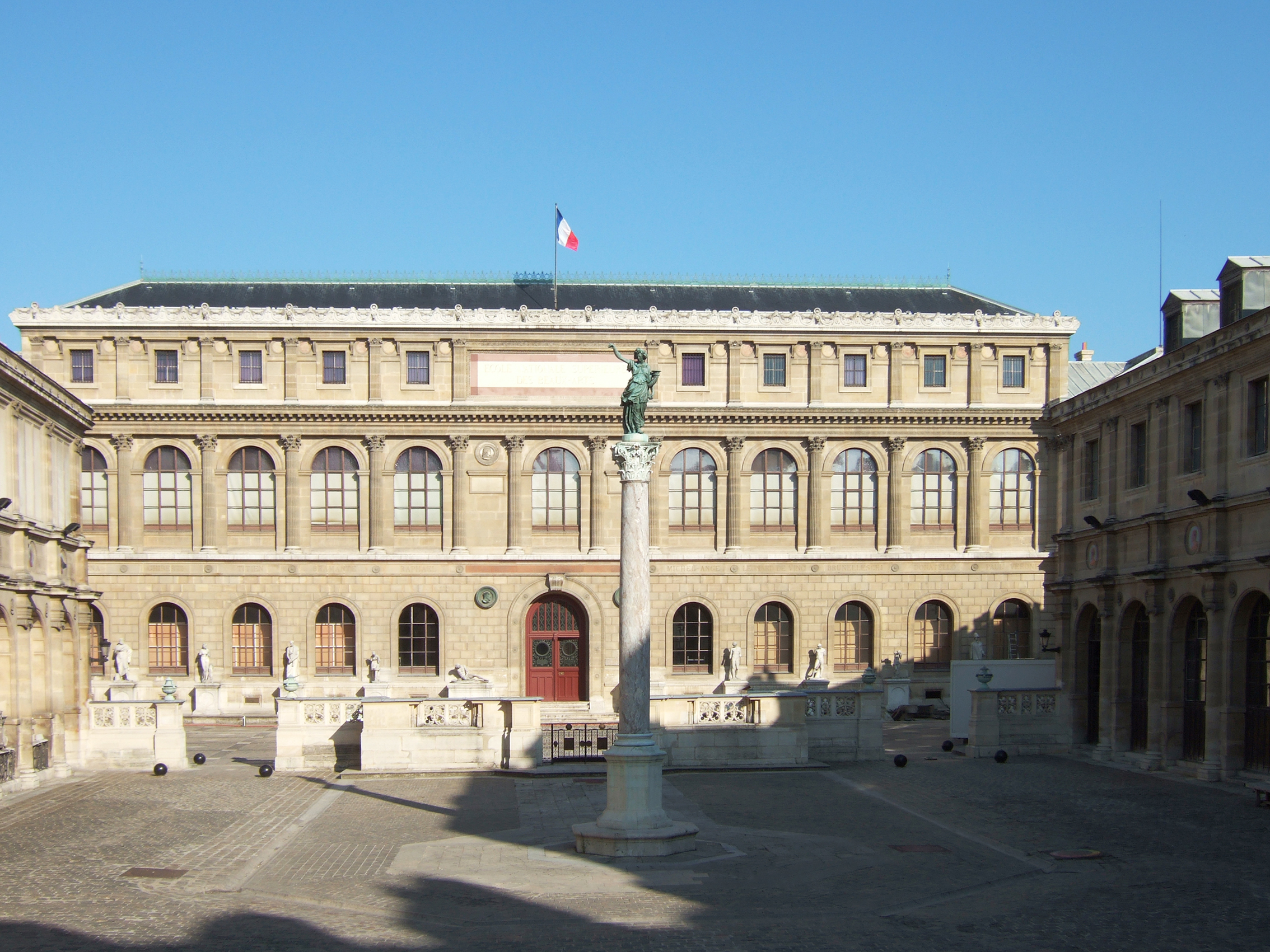
Palais des études de la École nationale supérieure des Beaux-Arts, Paris

École des Beaux-Arts (Școala de Arte Plastice) este numele a multor și influente școli de artă din Franța. Acestea sunt leagănul stilului beaux-arts în arhitectură și urbanism, care a prosperat în Franța și Statele Unite ale Americii la sfârșitului secolului al XIX-lea și în primului sfert al secolului XX. Cea mai cunoscută este École nationale supérieure des Beaux-Arts, situată pe malul stâng al Senei, vis-a-vis de muzeul Louvre (14 rue Bonaparte, arondismentul 6). Școala are o istorie de peste 350 de ani, pregătind mulți dintre marii artiști ai Europei. Stilul beaux-arts a fost modelat pe „antichitățile” clasice, păstrând formele sale idealizate și transformând stilul pentru generațiile viitoare.

## Istorie
Originile școlii se află în anul 1648 când Académie des Beaux-Arts a fost fondată de către cardinalul Mazarin pentru a educa elevii cei mai talentați în desen, pictură, sculptură, gravură, arhitectură etc. Ludovic al XIV-lea a fost cunoscut pentru faptul că selecta absolvenții acestei școli pentru a decora apartamentele regale de la Versailles. În 1863, Napoleon al III-lea a acordat independența școlii față de guvern, schimbându-i numele în „L’École des Beaux-Arts”. Femeile au fost admise începând cu anul 1897. 
Curriculumul a fost împărțit în „Academia de pictură și sculptură” și „Academia de arhitectură”. Ambele programe s-au concentrat asupra artelor și arhitecturii clasice din cultura greacă antică și romană. Toți studenții au fost obligați să își demonstreze abilitățile cu proiecte de desen de bază înainte de a fi îndrumați spre desen sau pictură. Aceasta a culminat cu o competiție pentru Grand Prix de Rome, care acorda o bursă completă pentru studiul la Roma. Cele trei încercări pentru obținerea premiului au durat aproape trei luni. Mulți dintre cei mai cunoscuți artiști ai Europei au fost instruiți aici, printre aceștia numărându-se Géricault, Degas, Delacroix, Fragonard, Ingres, Moreau, Renoir, Seurat, Cassandre și Sisley. În contrast, Rodin a aplicat în trei rânduri, fiind refuzat de tot atâtea ori.
Clădirile școlii sunt în mare parte creația arhitectului francez Félix Duban, care a fost angajat pentru construcția clădirii principale în 1830. Lucrarea sa a realiniat campusul și a continuat până în 1861, finalizând un program de arhitectură spre Quai Malaquais. 
Școala din Paris este locul în care își are originea mișcarea arhitecturală Beaux Arts la începutul secolului al XX-lea. Cunoscut pentru exigență și pentru stabilirea celor mai înalte standarde pentru educație, școala a atras studenți din întreaga lume - inclusiv din Statele Unite, unde aceștia s-au întors pentru proiectarea unor clădiri care ar influențat istoria arhitecturii din America. Printre acestea se numără Biblioteca Publică din Boston, (McKim, Mead & White 1888–1895) și Biblioteca Publică din New York (Carrère și Hastings, 1897–1911). Absolvenții de arhitectură, în special în Franța, au primit titlul de élève. 
Departamentul de arhitectură a fost separat de École după grevele studenților din mai 1968 de la Sorbona. Numele a fost schimbat în École nationale supérieure des Beaux-Arts. Astăzi, peste 500 de studenți folosesc o colecție extinsă de artă clasică, alături de un curriculum modern, incluzând fotografie și hipermedia.

## Instituții
- ENSA École nationale des beaux arts de Dijon
- ENSA École nationale des beaux arts de Bourges
- ENSBA École nationale supérieure des Beaux-Arts Lyon
- European Academy of Art (EESAB) din Lorient, Rennes, Quimper și Brest
- ESADMM École supérieure d'art et de design Marseille-Méditerranée
- ENSA École nationale des beaux arts de Nancy
- École nationale supérieure des Beaux-Arts (ENSBA), Paris
- ESAD École supérieure d'art et de design de Valence, Valence

## Profesori notabili, Paris
- Marina Abramović
- Pierre Alechinsky
- Mirra Alfassa
- Louis-Jules André
- Antoine Berjon
- François Boisrond
- Christian Boltanski
- Léon Bonnat
- Duchenne de Boulogne
- Jean-Marc Bustamante
- Alexandre Cabanel
- Pierre Carron
- César
- Jean-François Chevrier
- Claude Closky
- Jules Coutan
- Richard Deacon
- Aimé-Jules Dalou
- Lin Fengmian
- Louis Girault
- Fabrice Hybert
- François Jouffroy
- Victor Laloux
- Paul Landowski
- Jean-Paul Laurens
- Charles Le Brun
- Michel Marot
- Annette Messager
- Gustave Moreau
- Jean-Louis Pascal
- Auguste Perret,
- Emmanuel Pontremoli
- Paul Richer
- Louis Sullivan, American architect, left after one year
- Pan Yuliang

## Absolvenți notabili, Paris
- David Adler, architect, American
- Nadir Afonso, painter
- Rodolfo Amoedo, painter
- Émile André, architect, French
- Paul Andreu, French architect, 1968 graduate [5]
- Théodore Ballu, architect
- Edward Bennett, architect, city planner
- Jules Benoit-Levy, painting
- Étienne-Prosper Berne-Bellecour, painter
- Robert Bery, painter
- Alexander Bogen,  painter
- Wim Boissevain, painter, Dutch-Australian
- Maurice Boitel,  painter
- Pierre Bonnard, painter
- Jacques Borker, tapestry designer, painter, sculptor, French artist.
- Joseph-Félix Bouchor, painter
- William-Adolphe Bouguereau, painter
- Antoine Bourdelle, sculptor, French
- Louis Bourgeois, architect, French Canadian
- George T. Brewster, sculptor, American
- Bernard Buffet, painter
- Carlo Bugatti, designer and furniture maker, Italian
- John James Burnet, architect
- Mary Cassatt, painter
- Paul Chalfin, painter and designer, American
- Charles Frédéric Chassériau, architect, French
- Araldo Cossutta, architect, Yugoslavian-American
- Suzor-Coté,  painter
- Henri Crenier, sculptor
- John Walter Cross, architect, American
- Henry Dangler, architect, American
- Jacques-Louis David, painter
- Gabriel Davioud, architect
- Marie-Abraham Rosalbin de Buncey, painter, French
- Edgar Degas, painter, French
- Eugène Delacroix, painter, French
- Jenny Eakin Delony, painter, American
- Constant-Désiré Despradelle, architect, French
- Henry d'Estienne painter, French
- Félix Duban, architect, French
- Thomas Eakins, painter, American
- Ernest Flagg, architect, American
- Jean-Honoré Fragonard, painter, French
- Yitzhak Frenkel, father of modern Israeli art
- Meta Vaux Warrick Fuller, sculptor, painter, poet, American
- Charles Garnier, architect, French
- Tony Garnier, architect, French
- Adrien Étienne Gaudez, sculptor, French
- Théodore Géricault, painter, French
- Heydar Ghiaï-Chamlou, architect, Iranian[6]
- Georges Gimel, painter, French
- Charles Ginner, painter
- Louis Girault, architect, French
- Hubert de Givenchy, fashion designer
- André Godard, designer of University of Tehran main campus
- Jean Baptiste Guth, portrait artist
- L. Birge Harrison, painter
- Thomas Hastings, architect, American
- Yves Hernot, Painting, photographer
- Mary Rockwell Hook, architect, American
- Richard Morris Hunt, architect, American
- Jean Auguste Dominique Ingres, painter, French
- Sadik Kaceli, painter, Albanian
- Mati Klarwein, painter
- Constantin Kluge, painter, Russian
- György Kornis, painter, Hungarian
- Victor Laloux, architect, French
- Jules Lavirotte, architect, French
- Paul Leroy painter, French
- Charles-Amable Lenoir painter, French
- Stanton Macdonald-Wright, painter, American
- Joseph Margulies, painter
- Albert Marquet, painter, French
- William Sutherland Maxwell, architect
- Bernard Maybeck, architect, American
- Annette Messager, installationist, multi-media
- Jean-François Millet, painter, Norman
- Gustave Moreau, painter, French
- Julia Morgan, architect, American
- Ngo Viet Thu, architect, Vietnamese
- Victor Nicolas, sculptor, French
- Francisco Oller, painter, Puerto Rican
- Ong Schan Tchow (alias Yung Len Kwui), painter
- Pascual Ortega Portales, painter, Chilean
- Alphonse Osbert, painter, French
- J. Harleston Parker, architect, American
- Jean-Louis Pascal, architect
- Théophile Poilpot, painter, French
- John Russell Pope, architect, American
- Robert Poughéon, painter, French
- S. H. Raza, painter, Indian
- Neel Reid, architect, American
- Pierre-Auguste Renoir, painter
- Arthur W. Rice, architect, American
- Gustave Rives, architect
- Cécilia Rodhe, sculptor
- James Gamble Rogers, architect, American
- Kanuty Rusiecki, painter, Lithuanian
- Augustus Saint-Gaudens, sculptor, American
- John Singer Sargent,painter, American
- Bojan Šarčević, sculptor
- Louis-Frederic Schützenberger, painter, French
- Georges Seurat, painter, French
- Joann Sfar, designer
- Amrita Sher-Gil, painter, Indian
- Nicolas Sicard painter, French
- Alfred Sisley, painter
- Clarence Stein, designer
- Yehezkel Streichman, painter
- Lorado Taft, sculptor
- Agnes Tait, painter, lithographer
- Vedat Tek, architect, Turkish
- Albert-Félix-Théophile Thomas, architect
- Edward Lippincott Tilton, architect, American
- Roland Topor, designer
- George Oakley Totten, Jr., architect, American
- Morton Traylor, painter, American
- Guillaume Tronchet, architect
- Valentino, fashion designer
- William Van Alen, architect
- Vann Molyvann, architect, Cambodian
- Lydia Venieri, painter, Greek
- Jesús Carles de Vilallonga, painter, Spanish
- Carlos Raúl Villanueva, architect
- Lucien Weissenburger, architect
- Norval White, architect, American
- Ivor Wood, animator and director, Anglo-French
- Alice Morgan Wright, sculptor, American
- Marion Sims Wyeth, architect, American
- Georges Zipélius, illustrator, French
- Jacques Zwobada, sculptor, French of Czech origins
- Yasuo Mizui, sculptor, Japanese
- Högna Sigurðardóttir, architect, Icelandic
- Fang Ganmin, painter, Chinese
- Yan Wenliang, painter, Chinese